# Электрический котёл
Электрический котёл (электрокотёл) — устройство, в котором для получения горячей воды (водогрейный котел) или насыщенного пара (паровой котел) используется теплота, выделяемая при протекании электрического тока через воду или электронагревательный элемент сопротивления, погруженный в воду. Электрокотлы, нагревающие санитарную воду чаще называются электрическими водонагревателями или электробойлерами.Электрокотел часто используется в качестве резервного источника при теплоснабжении от аппаратов, которые работают от возобновляемых источников энергии, к примеру, тепловых насосов, мощности которых не всегда достаточно для обогрева помещений в период сильных холодов. Приобретение же теплового насоса c большим запасом мощности, рассчитывая на наиболее холодные дни зимы экономически невыгодны. 
Существенным преимуществом использования электрокотлов являются его небольшие размеры  - не нужно специального помещения для котла.

## Основные типы
- Косвенного действия (реостатные): нагревательным элементом электрокотла является реостатный патрон, например, ТЭН.

Тэны устанавливаются в баке-теплообменнике. Элементы, если их несколько, подключаются параллельно, мощность котла равна суммарной мощности тэнов и регулируется изменением количества включенных элементов (ступенчато). Могут работать как от переменного, так и от постоянного тока, это их достоинство используется, например, в пассажирских вагонах поездов: в случае электрификации железной дороги постоянным током отопительные котлы и кипятильники в вагонах работают от постоянного тока 3 кВ напрямую от контактной сети, а в случае электрификации переменным током напряжение контактной сети понижается, снимается с отдельной обмотки главного трансформатора пассажирского электровоза, котлы и кипятильники работают от переменного тока с действующим значением 3 кВ.
- Прямого действия — электродные паровые котлы и электродные водонагреватели. Работают только от переменного тока, иначе будет происходить электролиз воды с образованием гремучей смеси. В них переменный ток, проходя через воду как через проводник между электродами, выделяет тепло и нагревает её.[2]

Трехфазные электродные водогрейные котлы напряжением 0,4 кВ выполняются с пластинчатыми электродами и наиболее приемлемы для воды с низкой удельной электропроводностью. Электродные водогрейные котлы на напряжение 6…10 кВ изготовляются с цилиндрическими или кольцевыми электродами и применяются при высоком удельном сопротивлении воды. Регулирование мощности электродных котлов осуществляется плавно изменением активной площади электродов путём перемещения фторопластовых пластин. Мощность данного котла обратно пропорциональна удельному сопротивлению воды.
Реостатные котлы заметно менее компактны, чем электродные, но значительно менее требовательны к качеству воды. Рабочая производительность парового электродного котла, как правило, составляет 70—80 % номинальной из-за колебаний тока в связи с непостоянством характера процесса кипения между электродами
По способу подключения все котлы делятся на однофазные и трехфазные. Различаются они по используемому напряжению. Первый вид приборов работает при напряжении 220 вольт, второй вид – при 380 вольтах.

## Достоинства и недостатки
- Невысокая цена;
- низкие затраты на монтаж и обслуживание;
- простота и надежность в эксплуатации;
- пожаробезопасность (нет открытого пламени);
- отсутствие продуктов горения, вредных выбросов;
- не требуют специального обслуживания, чистки, замены форсунок;
- настенные электрокотлы занимают мало места и не требуют отдельного помещения для размещения котла и топлива;
- нет эксплуатационных расходов на доставку, хранение и перевалку топлива;
- не требуется дымовая труба;
- высокий КПД (около 100 %);
- высокая степень автоматизации, возможность точного поддержания комфортной или дежурной температуры в помещении;
- в некоторых электрокотлах имеется функция дистанционного GSM управления;
- возможность ступенчатого регулирования мощности котла.

О недостатках электрокотлов
- относительно высокая цена электроэнергии в некоторых регионах;
- возможные перебои с электроснабжением;
- необходимость в доступности больших электрических мощностей;
- в жёсткой воде на ТЭНах оседает накипь, под которой их температура может расти до недопустимых величин.

## Применение
Отопительные электрокотлы обычно поставляются в виде мини-котельной: снабжены циркуляционным насосом, расширительным баком, необходимой автоматикой. При установке требуется соответствующий электрический предохранитель.
Целесообразно применять в небольших (например, дачных) домах, или как резервный источник тепла. Из-за большого потребления электричества и его дороговизны использование электрических котлов для отопления частных домов мало распространено. Нередко электрический котел в частном доме сочетается с другим отопительным оборудованием. Расход средств на электроэнергию можно сократить при наличии многотарифного электросчётчика и теплоаккумулятора, настроив котёл на запасание дешёвой энергии в ночные часы и расход аккумулятора днём. Дополнительно сократить расход энергии и улучшить комфортность отопления помогают программаторы, автоматически поддерживающие температуру в здании.
Мощные электрокотельные могут устанавливаться вблизи ГЭС (например, для растапливания льда при заторах).
Электродные паровые котлы предназначены для выработки насыщенного пара давлением до 0,6 МПа (6 кгс/см²) и снабжения промышленных (пищевая, лёгкая промышленность, строительство и др.), сельскохозяйственных и бытовых объектов.